# امبالاسوا
امبالاسوا (به لاتین: Ambalasoa) یک سکونتگاه مسکونی در ماداگاسکار است که در آنوسی (ماداگاسکار) واقع شده‌است.

## خصوصیات
امبالاسوا ۴٬۰۰۰ نفر جمعیت دارد و ۸۸۱ متر بالاتر از سطح دریا واقع شده‌است.